# برنار بواسیه
برنار بواسیه (فرانسوی: Bernard Boissier‎؛ زادهٔ ۳ اکتبر ۱۹۵۲) بازیکن فوتبال اهل فرانسه بود.
از باشگاه‌هایی که در آن بازی کرده‌است می‌توان به باشگاه فوتبال المپیک لیون و باشگاه فوتبال نیم المپیک اشاره کرد.
وی همچنین در تیم ملی فوتبال فرانسه بازی کرده‌است.